# Saint-Mard (Sekwana i Marna)
Saint-Mard – miejscowość i gmina we Francji, w regionie Île-de-France, w departamencie Sekwana i Marna, w okręgu Meaux, w kantonie Mitry-Mory w gminie Saint-Mard.

## Etymologia
Nazwa miejscowości pochodzi od imienia św. Medarda.

## Demografia
Według danych na rok 1990 gminę zamieszkiwało 2959 osób, a gęstość zaludnienia wynosiła 473 osób/km². Wśród 1287 gmin regionu Île-de-France Saint-Mard plasuje się na 408. miejscu pod względem liczby ludności, natomiast pod względem powierzchni na miejscu 597.